# Triedr

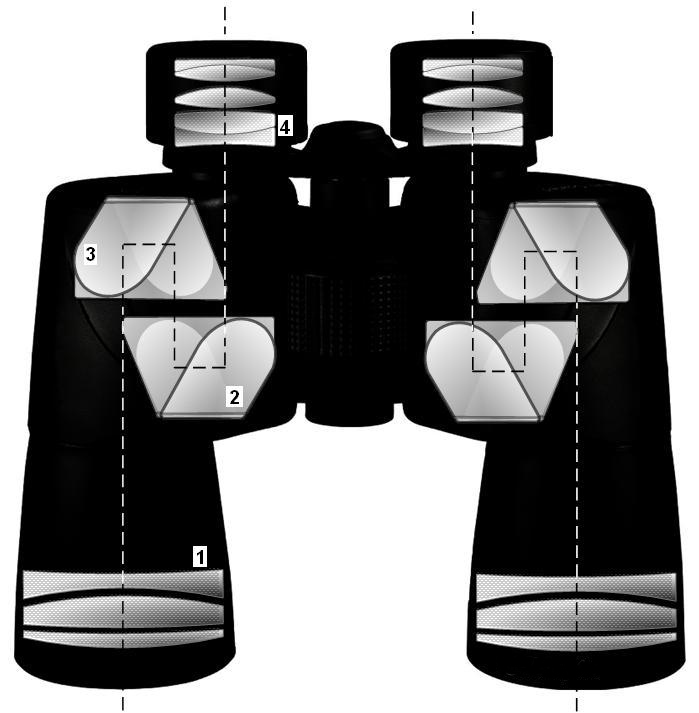
Schematický nákres.
1 – objektiv
2, 3 – hranoly
4 – okulár

Triedr je (nejčastěji binokulární) přenosný dalekohled, tvořený soustavou čoček a hranolů. Jako triedr se však označuje každý dalekohled, který pro dosažení vzpřímeného obrazu využívá dvojici pravoúhlých trojbokých hranolů (odtud pravděpodobně název), tedy i monokulární a bez ohledu na velikost.
V nejjednodušším případě jde o Keplerův dalekohled se dvěma spojnými čočkami. Mezi ně je navíc vložena soustava dvou optických hranolů, které obraz čtyřikrát odrazí. Každý hranol obraz odrazí dvakrát a tím jej překlopí kolem jedné osy. Protože jsou hranoly vzájemně potočeny o 90°, změní se původně převrácený obraz na vzpřímený. Kromě toho se zkrátí konstrukční délka dalekohledu, lze proto použít objektiv s delší ohniskovou vzdáleností a tedy dosáhnout většího zvětšení. Zároveň se výrazně zvětší vzdálenost objektivů, což posiluje prostorový efekt při pozorování vzdálených objektů a umožňuje použít větší a tedy světelnější objektivy.
Triedr se vyrábí obvykle v binokulárním provedení a je charakterizován dvojicí čísel, jež udávají zvětšení a průměr objektivu. Triedr 8×50 má osminásobné zvětšení a objektiv o průměru 50 mm. Používá se v astronomii, myslivosti, námořnictví, turistice, vojenství aj.
Ideovým předchůdcem binokulárního triedru je dvojitý dalekohled popisovaný v pracích optika Antonína Marii Šírka z Rejty v 17. století, který však neobsahoval hranoly a vzpřímeného obrazu dosahoval Šírkem vynalezeným objektivem.
Pro účely vyžadující větší zvětšení (např. pro sportovní střelbu) se používají i triedry v monokulárním provedení (obvykle na stativu).